# Cymothoa ichtiola
Cymothoa ichtiola är en kräftdjursart som först beskrevs av Brunnich 1764.  Cymothoa ichtiola ingår i släktet Cymothoa och familjen Cymothoidae. Inga underarter finns listade i Catalogue of Life.